# シャレイア語
シャレイア語（シャレイア語: qilxaléh、英語: Shaleian language）は、日本の技術者Ziphil Shaleiras（ジーフィル・シャレイラス、QuizKnock所属）によって作られた、芸術のための人工言語である。2012年に制作が始まり、2018年に出版された書籍『入門 シャレイア語』を以て文法が成立した。2023年現在、作者のZiphilは自己表現の手段として世界を記述するために、この言語の整備を続けている。

## 概要
2012年1月23日、趣味でRPGを開発していたZiphilは、アルカ (人工言語) に触発され、自作したゲームの中で用いるために架空の言語を作り始めた。2014年、大学に進学したZiphilは現実世界での使用の方が重要であると判断し、架空世界に関する展開を中止した。以降は自己表現として制作し、文法は簡潔に、単語は厳密に定義するようになった。
言語名 qilxaléh は [ðiɾʃale] と発音され、「シャレイア語」を意味する。これは qil「語」と xaléh「シャレイア」の合成語である。この名称はシャレイア語が話されていた架空の国名に由来するとZiphilは述べている。
シャレイア語のイメージカラーとして、以下の2色が設定されている。
| 名前                 | 16進トリプレット |
| -------------------- | ---------------- |
| シャレイアンブルー   | #33C2FF          |
| シャレイアンオレンジ | #FFAA33          |

## 歴史
シャレイア語で歴史の名前は「X代Y期」と表される。
| 代   | 期   | グレゴリオ暦                 | ハイリア数  |
| ---- | ---- | ---------------------------- | ----------- |
| 1代  | 1期  | 2012年1月23日~2012年2月3日   | H1~H12      |
| 1代  | 2期  | 2012年2月3日~2012年2月25日   | H12~H34     |
| W1代 | 1期  | 2012年2月25日~2012年2月27日  | H34~H36     |
| W1代 | 2期  | 2012年2月27日~2012年3月17日  | H36~H45     |
| 2代  | 1 期 | 2012年3月17日~2012年3月26日  | H45~H64     |
| 2代  | 2 期 | 2012年3月26日~2012年3月28日  | H64~H66     |
| 2代  | 3 期 | 2012年3月28日~2012年4月15日  | H66~H84     |
| 2代  | 4 期 | 2012年4月15日~2012年5月15日  | H84~H114    |
| 2代  | 5 期 | 2012年5月26日~2015年6月26日  | H114~H156   |
| 2代  | 6 期 | 2012年6月26日~2012年7月20日  | H156~H180   |
| 2代  | 7 期 | 2012年7月20日~2012年7月31日  | H180~H191   |
| 3代  | 1期  | 2012年7月31日~2012年8月15日  | H191~H206   |
| W2代 | 1期  | 2012年8月15日~2012年8月16日  | H206~H207   |
| 3代  | 2期  | 2012年8月16日~2012年8月26日  | H207~H217   |
| 3代  | 3期  | 2012年7月26日~2012年9月29日  | H217~H251   |
| 3代  | 4期  | 2012年9月29日~2012年11月18日 | H251~H301   |
| 3代  | 5期  | 2012年11月18日~2013年3月22日 | H301~H425   |
| 3代  | 6期  | 2013年3月22日~2014年1月3日   | H425~H712   |
| 4代  | 1期  | 2014年1月3日~2014年5月12日   | H712~H841   |
| 5代  | 1期  | 2014年5月12日~2014年11月22日 | H841~H1035  |
| 5代  | 2期  | 2014年11月22日~2015年4月19日 | H1035~H1183 |
| W3代 | 1期  | 2015年4月19日~2015年4月25日  | H1183~H1189 |
| 5代  | 3期  | 2015年4月25日~2015年8月1日   | H1189~H1287 |
| 5代  | 4期  | 2015年8月1日~2015年11月7日   | H1287~H1385 |
| 6代  | 1期  | 2015年11月7日~2016年2月1日   | H1385~H1471 |
| 6代  | 2期  | 2016年2月1日~2017年11月29日  | H1471~H2138 |
| 6代  | 3期  | 2017年11月29日~2018年8月20日 | H2138~H2402 |
| 6代  | 4期  | 2018年8月20日~2019年5月31日  | H2402~H2686 |
| 6代  | 5期  | 2019年5月31日~2021年2月18日  | H2686~H3315 |
| 6代  | 6期  | 2021年2月18日~2022年1月22日  | H3315~H3653 |
| 6代  | 7期  | 2022年1月22日~2022年7月10日  | H3653~H3822 |
| 7代  | 1期  | 2022年7月10日~2023年9月3日   | H3822~H4242 |
| 7代  | 2期  | 2023年9月3日~2024年10月13日  | H4242~H4648 |
| 7代  | 3期  | 2024年10月13日~              | H4648~      |

### P代
2012年1月20日~2012年1月23日(H-2~H1)
P代という名前は、英単語「primary」から取られた。この代は、Ziphilが人工言語の制作を決めた。シャレイア語は元々、Ziphilの自作ゲームの古代言語として作られていた。語順はSVO型、後置修飾であった。この時に作られた文字は、円もしくは半円と直線のみで構成された文字であった。

### 1代
|     | グレゴリオ暦               | ハイリア数 |
| --- | -------------------------- | ---------- |
| 1期 | 2012年1月23日~2012年2月3日 | H1~H12     |
| 2期 | 2012年2月3日~2012年2月25日 | H12~H34    |

2012年1月23日にZiphilは自作のゲームの中で用いるための人工言語の制作を本格的に始めた。これにより、シャレイア語の制作が始まった。この時にP代とは異なる新しい文字も作られた。
1代2期において、音素/m/が追加された。また、この時にP代で作られた文字が機械的だったため、新しい文字が作られた。

### W1代
|     | グレゴリオ暦                | ハイリア数 |
| --- | --------------------------- | ---------- |
| 1期 | 2012年2月25日~2012年2月27日 | H34~H36    |
| 2期 | 2012年2月27日~2012年3月17日 | H36~H45    |

W代の名前は、英単語「wandering」から取られた。他動詞が同じ句を使うことによって問題が発生した。この時、Ziphilはこの問題を解決するために、能格言語に変更するなどを考えたが、この案は廃案になった。この時にシャレイア語はVSO型の対格言語になった。

### 2代
|      | グレゴリオ暦                | ハイリア数 |
| ---- | --------------------------- | ---------- |
| 1 期 | 2012年3月17日~2012年3月26日 | H45~H64    |
| 2 期 | 2012年3月26日~2012年3月28日 | H64~H66    |
| 3 期 | 2012年3月28日~2012年4月15日 | H66~H84    |
| 4 期 | 2012年4月15日~2012年5月15日 | H84~H114   |
| 5 期 | 2012年5月26日~2015年6月26日 | H114~H156  |
| 6 期 | 2012年6月26日~2012年7月20日 | H156~H180  |
| 7 期 | 2012年7月20日~2012年7月31日 | H180~H191  |

2代において、1代に作られた486語の単語は全て削除され、最初から作り直された。
また、2代1期、2代3期にそれぞれ文字が変更された。2代3期の文字では、これまでのラテン文字,やキリル文字、幻字などを参考に作られていた文字とは異なり、最初に90個の文字の候補を作り、その中から34個の文字が主観性が入らないように選ばれた。

### 3代
|      | グレゴリオ暦                 | ハイリア数 |
| ---- | ---------------------------- | ---------- |
| 1期  | 2012年7月31日~2012年8月15日  | H191~H206  |
| W2代 | 2012年8月15日~2012年8月16日  | H206~H207  |
| 2期  | 2012年8月16日~2012年8月26日  | H207~H217  |
| 3期  | 2012年7月26日~2012年9月29日  | H217~H251  |
| 4期  | 2012年9月29日~2012年11月18日 | H251~H301  |
| 5期  | 2012年11月18日~2013年3月22日 | H301~H425  |
| 6期  | 2013年3月22日~2014年1月3日   | H425~H712  |

/c/、/ɟ/の音素が消され、音素/h/が追加された。母音を伴わない子音は、例外を除いて全て曖昧母音を伴うことになった。
3代1期と2期の間にW2代があった。この代では、文法に大きな変更を加える案があった。しかし、この案は廃案になった。
3代1期、3代6期にそれぞれ文字が変更された。また、旧ハイリア暦の日付25日のそれぞれに1つの記号が作られた。
以下に示すものは3代1期においてのものである。
|    | 前舌 | 中舌 | 後舌 |
| -- | ---- | ---- | ---- |
| 狭 | i[i] |      | u[ɯ] |
| 中 | e[e] | [ə]  | o[o] |
| 広 | a[a] | a[a] | a[a] |

|            | 両唇      | 唇歯      | 歯茎      | 後部歯茎  | 硬口蓋 | 軟口蓋    | 口蓋垂 | 声門 |
| ---------- | --------- | --------- | --------- | --------- | ------ | --------- | ------ | ---- |
| 破裂音     | p[p] b[b] |           | t[t] d[d] | t[t] d[d] |        | k[k] g[ɡ] |        |      |
| 鼻音       | m,'[m]    | '[ɱ]      | n,'[n]    | n,'[n]    |        | '[ŋ]      | '[ɴ]   |      |
| はじき音   |           |           | (l[ɾ])    | (l[ɾ])    |        |           |        |      |
| 摩擦音     | f[ɸ] v[β] | f[f] v[v] | s[s] z[z] | x[ʃ] j[ʒ] |        |           |        | h[h] |
| 接近音     |           |           | r[ɹ]      | r[ɹ]      | y[j]   | [ɰ]       |        |      |
| 側面接近音 |           |           | l[l]      | l[l]      |        |           |        |      |

- 子音「f」は/ɸ/、/f/及び「v」は/β/、/v/のどちらで発音しても良い。
- また、「l」は基本的に歯茎側面接近音/l/と読まれるが、歯茎はじき音/ɾ/で読まれる場合がある。
- 子音「'」は後続する文字によって読み方が変化する。
- /ɰ/は子音としては書かれない。

また、以下の語が連続した場合、発音は以下の表のように変化する場合がある。また、前の単語の語末と語頭で母音が連続する場合、単語の区切りを示すために/ɹ/が追加される場合がある。どちらも、発音上での違いであり、表記は変わらない。
| 語 | 発音  | 語 | 発音  |
| -- | ----- | -- | ----- |
| ia | /ija/ | ua | /uɰa/ |
| ie | /ije/ | ui | /uɰi/ |
| io | /ijo/ | ue | /uɰe/ |
| ea | /eja/ | uo | /uɰo/ |

### 4代
2014年1月3日~2014年5月12日(H712 ～ H841)
3代までに作られた1108語が削除された。理由は、単語が短かったために最小対語が多かったからである。それを少なくするためにこれらの単語は削除された。
母音を伴わない子音は全て曖昧母音を伴うという規則が廃止された。c/θ/、q/ð/が追加され、文字が変更された。この時の文字は、大文字と小文字の区別があった。

### 5代
|      | グレゴリオ暦                 | ハイリア数  |
| ---- | ---------------------------- | ----------- |
| 1期  | 2014年5月12日~2014年11月22日 | H841~H1035  |
| 2期  | 2014年11月22日~2015年4月19日 | H1035~H1183 |
| W3代 | 2015年4月19日~2015年4月25日  | H1183~H1189 |
| 3期  | 2015年4月25日~2015年8月1日   | H1189~H1287 |
| 4期  | 2015年8月1日~2015年11月7日   | H1287~H1385 |

言語制作の方針が「異世界の言語」から「自分が使いやすい言語」に変更された。
5代2期と5代3期の間にW3代があった。最初は6代1期であった。この代では、独自文字を使わず、ラテン文字とダイアクリティカルマークの付いたラテン文字(č, đ, ǧ, ȟ, ħ, ǩ, ø, š, ŧ, ž)を使用した。新しい音韻として、/c/、/ɟ/、/x/、/ç/、/œ/が追加された。また、それに伴い624語が作り直された。しかし、この案はZiphil自身が気に入らなかったため廃案になった。
5代2期に文字が変更された。この文字には大文字と小文字の区別があった。

### 6代
|     | グレゴリオ暦                 | ハイリア数  |
| --- | ---------------------------- | ----------- |
| 1期 | 2015年11月7日~2016年2月1日   | H1385~H1471 |
| 2期 | 2016年2月1日~2017年11月29日  | H1471~H2138 |
| 3期 | 2017年11月29日~2018年8月20日 | H2138~H2402 |
| 4期 | 2018年8月20日~2019年5月31日  | H2402~H2686 |
| 5期 | 2019年5月31日~2021年2月18日  | H2686~H3315 |
| 6期 | 2021年2月18日~2022年1月22日  | H3315~H3653 |
| 7期 | 2022年1月22日~2022年7月10日  | H3653~H3822 |

6代1期から6代5期の途中までは「S代」とも呼ばれる。この期間は元々、5代5期であった。5代5期が長かったため、「区」という区分に分けることも考えられたが、結果として新しい代に位置付けられた。これには、文法に大きな変更を加えないという、事実上最後の代として「S 代」という名前が与えられた。しかし、7代への改定が行われたため、S代という立ち位置は崩れた。そのため、S代という代の名前は使われなくなっている。「S」は英単語「stable」から取られた。
6代3期で、文字が新シャレイア文字に変更された。
2017年1月23日、制作開始から5年が経過した。
2020年12月、日本言語学オリンピックにシャレイア語の問題が出題された。#日本言語学オリンピックを参照。
2022年1月23日、制作開始から10年が経過した。
以下に示すものは6代においてのものである。
|          | 前舌 | 前舌め | 中舌 | 後舌め | 後舌 |
| -------- | ---- | ------ | ---- | ------ | ---- |
| 狭       | i    |        |      |        | u    |
| 広めの狭 |      | (ɪ)    |      | (ʊ)    |      |
| 半狭     | e    |        |      |        |      |
| 中       |      |        | (ə)  |        |      |
| 半広     |      |        |      |        | ɔ    |
| 狭めの広 |      |        | (ɐ)  |        |      |
| 広       | a    |        |      |        |      |

- /ɪ/、/ʊ/、/ɐ/、/ə/は二重母音においてのみ現れる。
- 音節構造がV、CV、VC、CVCのみのため、外来語表記などで1つの音節内において子音が2つ以上連続する場合、発音に/e/が加わる[14]。

|            | 両唇 | 唇歯 | 歯音 | 歯茎 | 後部歯茎 | 硬口蓋 | 軟口蓋 | 声門 |
| ---------- | ---- | ---- | ---- | ---- | -------- | ------ | ------ | ---- |
| 破裂音     | p b  |      | t d  | t d  | t d      |        | k ɡ    |      |
| 鼻音       | m    |      | n    | n    | n        |        | (ɴ)    |      |
| はじき音   |      |      | (ɾ)  | (ɾ)  | (ɾ)      |        |        |      |
| 摩擦音     |      | f v  | θ ð  | s z  | ʃ ʒ      |        |        | h    |
| 接近音     |      |      | ɹ    | ɹ    | ɹ        | j      |        |      |
| 側面接近音 |      |      | l    | l    | l        |        |        |      |

- 子音/ɴ/は「kin」及びその縮約形「’n」の2つの単語のみに現れる。
- /ɾ/は/l/の異音である。
- 前の単語末と次の単語の頭で母音が連続する場合、発音上で/l/が追加される。ただし、単語が固有名詞の場合は追加されない。

以下は長母音及び二重母音である。文字は全てダイアクリティカルマークが付いた文字で表される。ただし、特定の7つの単語以外はダイアクリティカルマークがない状態と同じ発音で読まれることが多い。
| 母音 | 発音 | 母音 | 発音 | 母音 | 発音 |
| ---- | ---- | ---- | ---- | ---- | ---- |
| â    | /aː/ | à    | /aʊ/ | á    | /aɪ/ |
| ê    | /eː/ | è    | /eʊ/ | é    | /eɪ/ |
| î    | /iː/ | ì    | /iʊ/ | í    | /iə/ |
| ô    | /oː/ | ò    | /ɔɐ/ |      |      |
| û    | /uː/ | ù    | /uɐ/ |      |      |

以下に示すような母音が連続した場合、発音は以下のように変化する場合がある。
| 語 | 発音  | 語 | 発音  |
| -- | ----- | -- | ----- |
| ia | /ija/ | ua | /uwa/ |
| ie | /ije/ | ue | /uwe/ |
| io | /ijɔ/ | ui | /uwi/ |
| iu | /iju/ | uo | /uwɔ/ |

### 7代
|     | グレゴリオ暦                | ハイリア数  |
| --- | --------------------------- | ----------- |
| 1期 | 2022年7月10日~2023年9月3日  | H3822~H4242 |
| 2期 | 2023年9月3日~2024年10月13日 | H4242~H4648 |
| 3期 | 2024年10月13日~             | H4648~      |

2025年1月において、シャレイア語は7代3期である。
この代においての発音、表記及び文法はそれぞれ#発音、#文字、#文法を参照。

## 日本言語学オリンピック
2020年12月開催の日本言語学オリンピック（JOL）にシャレイア語が出題された。個人が作った言語として前例の無い事例である。試験の内容は、シャレイア語の翻訳・作文能力を問うものであった。受験者には、語順がVSO型またはVOS型であること、動詞の接尾辞が時制・相を表すことを示唆する例文が与えられた。
2022年11月、QuizKnockは試験に関する動画をYouTubeに投稿した。Ziphil自身も出演している。

## Avendia (公式サイト)
シャレイア語に関わる活動は、公式サイト Avendia に記録されている。

### 造語放送
Ziphilは制作過程をYouTube Liveで公開している。2023年1月、Ziphilは放送中にシャレイア語の3000個目の単語 kosseklac「映画館」を造語した。

### ZpDIC Online
Ziphilはシャレイア語の単語を管理するための辞書ソフトZpDIC Onlineを開発した。さらに他の人工言語作者でも使えるように公開した。2023年、400人以上が利用している。

## 発音
以下は例外のない限り7代3期時点のものである。
単語間で母音が続く場合、後の単語が固有名詞でなければはじき音 /ɾ/ を挿入して発音される。
音節構造は以下の4つが存在する。外来語を借用した時にこれら意外の音節ができた場合は、適宜eが追加される。
- 母音 (V)
- 子音＋母音 (CV)
- 母音＋子音 (VC)
- 子音＋母音＋子音 (CVC)

### 母音
|    | 前舌 | 後舌 |
| -- | ---- | ---- |
| 狭 | i    | u    |
| 中 | e    | o    |
| 広 | a    | a    |

|    | 前舌 | 後舌 |
| -- | ---- | ---- |
| 中 | eɪ̯   | oɐ̯   |
| 広 | aɪ̯   | aʊ̯   |

7代において、二重母音は後述の7つの単語のみで使われる。

### 子音
|            | 両唇 | 唇歯 | 歯音 | 歯茎      | 後部歯茎 | 硬口蓋 | 軟口蓋 | 声門 |
| ---------- | ---- | ---- | ---- | --------- | -------- | ------ | ------ | ---- |
| 破裂音     | p b  |      | t d  | t d       | t d      |        | k ɡ    |      |
| 鼻音       | m    |      | n    | n         | n        |        | ɴ      |      |
| はじき音   |      |      | (ɾ)  | (ɾ)       | (ɾ)      |        |        |      |
| 摩擦音     |      | f v  | θ ð  | s z       | ʃ ʒ      |        |        | h    |
| 接近音     |      |      | ɹ    | ɹ         | ɹ        | j      |        |      |
| 側面接近音 |      |      | l    | l         | l        |        |        |      |
| 破擦音     |      |      |      | (t͡s) (d͡z) |          |        |        |      |

- 話者の好みで /θ/, /ð/ をそれぞれ 歯茎破擦音 /ts/, /dz/ と発音してよい。/θ/, /ð/の発音を軽発音、/ts/, /dz/の発音を重発音の呼ぶ。ただし、一つの文中ではどちらか一方のみの発音を使い続けなければならない。
- /l/ は後ろに母音が続かない場合 /ɾ/ と発音する。
- /h/が単語末にある場合は発音されない。ただし、次の単語の最初が母音である場合は発音される。
- kin及びその縮約形'nは口蓋垂鼻音 /ɴ/ と発音される。

### 旧発音
シャレイアには現行発音とは違う、改定される前の旧発音と呼ばれる発音方式が存在した。ただし、現在においても後述の7つの単語のみに使われる。
| ラテン文字転写 | 現行発音     | 旧発音 |
| -------------- | ------------ | ------ |
| â              | /a/          | /aː/   |
| ê              | /e/          | /eː/   |
| î              | /i/          | /iː/   |
| ô              | /o/          | /oː/   |
| û              | /u/          | /uː/   |
| á              | /a/          | /aɪ̯/   |
| é              | /e/          | /eɪ̯/   |
| í              | /i/          | /iə̯/   |
| à              | /a/          | /aʊ̯/   |
| è              | /e/          | /eʊ̯/   |
| ì              | /i/          | /iʊ̯/   |
| ò              | /o/          | /oɐ̯/   |
| ù              | /u/          | /uɐ̯/   |
| 音節末のh      | 発音されない | /ə/    |

以下は7代において、旧発音を使う7つの単語である。現在ではこの7つの単語のみ旧発音を使う。
| 単語 | 発音  |
| ---- | ----- |
| ò    | /oɐ̯/  |
| é    | /eɪ̯/  |
| á    | /aɪ̯/  |
| à    | /aʊ̯/  |
| lé   | /leɪ̯/ |
| lá   | /laɪ̯/ |
| dà   | /daʊ̯/ |

## 文字
シャレイア語では特有の独自文字が使われる。シャレイア語の独自文字はシャレイア文字と呼ばれる。しかし、シャレイア文字が使われず、ラテン文字表記が公式の表記法になったこともあった。

### シャレイア文字
シャレイア文字は過去に何度か変更されている。現在使われているものは新シャレイア文字と呼ばれ、2017年11月29日から使われている。この文字は思いつきで作られたが、出来が良かったために正式採用された。この文字のデザインは、円を並べた形を基準にされている。大文字と小文字の区別はない。
シャレイア文字の一覧

### ラテン文字転写
基本は文字と発音は1対1に対応しているが、一部例外がある。#発音を参照。
| 文字 | i, í, î, ì | e, é, ê, è | a, á, â, à | o, ô, ò | u, û, ù |
| 発音 | i          | e          | a          | o       | u       |

| 文字 | p | b | t | d | k | g | m | n | f | v | c    | q    | s | z | x | j | h | r | y | l |
| 発音 | p | b | t | d | k | ɡ | m | n | f | v | θ,t͡s | ð,d͡z | s | z | ʃ | ʒ | h | ɹ | j | l |

## 文法
以下は7代3期においての文法である。基本語順はVSO型である。

### 原則
原則を３つ挙げる。
- 節は動詞から始まる。
- 修飾語は後置する。
- 名詞の格は前置詞で示す。

「私は赤いペンを持っている」をシャレイア語で　kûtat a tel e dev azaf.　と言う。発音をカタカナで表すと「クータタ　テーレ　デーヴァ　ザーフ」である。
この例文は上の３つの原則を満たしている。

### 単語
シャレイア語はの語彙は、過去に2回全ての単語が削除されている。この理由は、1回目は文法を最初から作り直したため、2回目は音象徴の作成や新しい音韻の追加、単語の長さが短かったためである。
- 2012年3月17日 - それまでに作られた486語が削除された
- 2014年1月3日 - それまでに作られた1108語が削除された

#### 品詞
シャレイア語は、1つ1つの単語がどのような品詞になることができるかが決まっている。語彙的品詞は、それぞれの単語がどこに分類されるかが決まっている。文法的品詞は、「ある単語はこの語彙的品詞であるので、この単語はこれらの文法的品詞になることができる」という意味である。
| 語彙的品詞     | 文法的品詞               | 含まれる言葉           |
| -------------- | ------------------------ | ---------------------- |
| 動詞型不定辞   | 名詞・動詞・形容詞・副詞 | 物体や概念など         |
| 名詞型不定辞   | 名詞・形容詞             | 動作や状態など         |
| 連述詞型不定辞 | 連述詞                   | 状態の程度など         |
| 特殊詞型不定辞 | 特殊詞                   |                        |
| 助接辞         | 助詞・接続詞             | 名詞の格を表す単語など |
| 連結辞         | 連結詞                   | o, ò, é, á, àの5つのみ |
| 間投辞         | 間投詞                   | 感嘆や擬音語など       |
| 機能辞         | 機能詞                   | pa及びkinのみ          |

### 形容詞
形容詞は動詞型不定辞及び名詞型不定辞がなることができる。形容詞は語幹に「a」を足すことで作られる。
- zaf (赤) → azaf (赤い)

### 副詞
副詞は動詞型不定辞のみがなることができる。語幹に「o」を追加することで作られる。
- hap (安い) → ohap (安く)

### 動詞
動詞型不定辞のみが動詞になることができる。シャレイア語の動詞は、時制・相・態によって活用する。動詞は、語幹に2文字の接尾辞を付けることによって表される。語幹-時制-相と態の順で書かれる。
| 時制     | 接尾辞 |
| -------- | ------ |
| 現在時制 | -a     |
| 過去時制 | -e     |
| 未来時制 | -i     |
| 通時時制 | -o     |

|        | 通常態 | 補助態 |
| ------ | ------ | ------ |
| 開始相 | -f     | -v     |
| 経過相 | -c     | -q     |
| 完了相 | -k     | -g     |
| 継続相 | -t     | -d     |
| 無相   | -s     | -z     |

例えば、「持っている」は「kûtat」だが、これは「持つ」という意味を表す語幹「kût」に、現在時制を表す「a」と、継続相通常態を表す「t」をつけたものである。
動詞の例
- sal - である
- hût - 持つ
- sôd - 食べる

時制・相・態はそれぞれ以下のような意味がある。

#### 時制
シャレイア語は、現在時制、過去時制、未来時制、通時時制の4つの時制を持つ。この内、通時時制は「過去も未来も含む」場合や、「普遍的な内容」、「時間を言及しない」場合に用いられる。

#### 相
シャレイア語は、開始相、経過相、完了相、継続相、無相という5つの相を区別する。無相を除く4つの相はその行為の段階によって分かれる。この内、ある局面の中の一点の内容である、開始相と完了相をまとめて、瞬間相ともいう。また、一定の期間を持つ経過相と継続相をまとめて期間相ともいう。無相は、ある行為が始まってから終わるまでの行為全体の内容、または動詞そのものの意味を示すときに使われる。

#### 態
シャレイア語には、通常態と補助態という、2つの態がある。通状態は、その動詞の意味のまま動詞が使われる。補助態は、「~させる」という、他動詞的な意味になる。ただし、この「させる」とは命令のような意味でなく、「補助する」という意味で用いられ、この2つは明確に区別される。

### 助詞
シャレイア語の単語で、助詞になることができるのは助接辞のみである。以下は助詞の例である。これらの単語は前置詞である。ただし、iは修飾する単語の後に置かなければならない。
| 助詞 | 意味     | 備考                         |
| ---- | -------- | ---------------------------- |
| a    | -が、-は | 主格                         |
| li   | -が、-は | 動詞が補助態である場合の主格 |
| e    | -を      | 対格                         |
| i    | -の      | 属格                         |
| ca   | -に      | 相手                         |
| zi   | -から    | 起点                         |
| te   | -に      | 時刻                         |
| vo   | -で      | 場所                         |

### 数
シャレイア語において、数は、一の位から4桁つづ空白により区切って書かれる。小数点には専用の記号があるが、転写では「·」で表される。格位の値が0の場合は読まれない。万以上の位を書く場合、4桁の位ごとにフェーク(転写「-」)が入る。ここで示すものは動詞型不定辞の単語である。
| 0   | 1   | 2   | 3   | 4   | 5   | 6   | 7   | 8   | 9   | 10  | 100 | 1000 |
| --- | --- | --- | --- | --- | --- | --- | --- | --- | --- | --- | --- | ---- |
| nof | tis | qek | yos | piv | xaf | ric | sez | kaq | von | -et | -il | -as  |

| 万    | 億    | 兆    | 京    | 垓    |
| ----- | ----- | ----- | ----- | ----- |
| -otik | -oqek | -oyok | -opik | -oxak |

- 11 - tisettis
- 9999 - vonasvonilvonetvon
- 54321 - xafotik-pivasyosilqekettis

## 暦
シャレイア語において、日付を表す場合、ハイリア歴を使用する。このハイリア歴は新ハイリア歴と呼ばれ、4代1期から使われている。それ以前は、古代シャル暦及び旧ハイリア暦が用いられた。ハイリア歴は1年は12ヶ月あり、1ヶ月に33日ある。ただし、12ヶ月目は平年では2日間、閏年は3日間である。
ハイリア歴において、1年及び1日の長さはグレゴリオ暦の一日と同じである。閏年は以下のように定める。
ハイリア歴の年数に300を加えた値において、
1. 4で割り切れる場合、閏年とする。
2. ただし、100で割り切れる場合は、閏年ではない。
3. ただし、400で割り切れる場合は、閏年とする。

グレゴリオ暦の2012年1月23 日をハイリア暦1年1月1日として、日付を数える。
また、グレゴリオ暦2012年1月23日からの日数をハイリア数という。2012年1月23日をH1とし、H2、H3……、のように続く。
また、ハイリア歴において時刻を表すには、グレゴリオ暦とは違う法則を取る。この法則では、1日=10時間、1時間=100分、1分=100秒と定められている。